# Adam Kraszewski
Adam Kraszewski (ur. w 1947 r. w Kobylcu) – polski profesor nauk chemicznych specjalizujący się w chemii organicznej i bioorganicznej. Pracownik naukowy Instytutu Chemii Bioorganicznej Polskiej Akademii Nauk. 
Ukończył studia na UAM w Poznaniu. Swoją karierę naukową związał z Instytutem Chemii Bioorganicznej PAN od początku jego istnienia. Pracę doktorską wykonał pod kierunkiem prof. Macieja Wiewiórowskiego, stopień doktora uzyskał w Instytucie Chemii Organicznej PAN. W latach 1977–1978 odbył staż podoktorski w City of Hope National Medical Center (Duarte, USA) w zespole prof. Keiichiego Itakury, biorąc udział w pracach związanych z pierwszą chemiczną syntezą aktywnego biologicznie ludzkiego genu, tj. genu insuliny i jego ekspresją w komórkach E. coli. Wyniki te pozwoliły na wprowadzenie do lecznictwa insuliny ludzkiej uzyskanej metodami inżynierii genetycznej, co było bardzo dużym postępem w leczeniu cukrzycy. Wcześniej bowiem ludzka insulina była niedostępna dla chorych. Jego rozprawa habilitacyjna z 1983 r. zatytułowana była Chemiczna synteza genów struktury insuliny i próby ich zastosowań. W 1999 uzyskał tytuł profesora nauk chemicznych. W ICHB PAN kierował Laboratorium Syntezy DNA, Pracownią Analogów Nukleotydów i Oligonukleotydów, a następnie Zakładem Chemii Kwasów Nukleinowych, później został profesorem afiliowanym przy Zakładzie Chemii Komponentów Kwasów Nukleinowych. Jest też kierownikiem Środowiskowego Studium Doktoranckiego ICHB PAN.
Jego badania dotyczą właściwości chemicznych, syntezy i struktury nukleotydów i oligonukleotydów oraz ich analogów. Od lat 90. ściśle współpracuje z prof. Jackiem Stawińskim.
Był członkiem Komitetu Narodowego do spraw Współpracy z Naukową Radą Doradczą Akademii Europejskich (EASAC) PAN.

## Nagrody i odznaczenia
W 2000 r. został odznaczony Krzyżem Kawalerskim, a w 2010 r. Krzyżem Oficerskim Orderu Odrodzenia Polski. Zarząd Główny Polskiego Towarzystwa Pediatrycznego przyznał mu wyróżnienie „Oscar Polskiej Pediatrii”.